# 韩国的家庭暴力
韩国的家庭暴力指在婚姻或同居关系的家庭中的精神、身体、言语、性的虐待或其他暴力犯罪，包括对伴侣、子女或兄弟姐妹的暴力。韩国最普遍的家庭暴力形式是婚姻中对伴侣的暴力。韩国六分之一的夫妇不止一次的遭受过来自配偶的身体暴力。受韩国文化影响，婚内暴力被视为家庭私事而非犯罪或社会问题。一半韩国成年人表示，不愿因婚内家庭暴力而报警。因此韩国政府表示要优先消除出于性别的刻板印象和暴力行为。2018年，联合国消除对妇女歧视委员会（CEDAW）报告称，韩国政府通过保障妇女就业、健康和教育权利，减少对妇女的暴力行为，进一步改进了性别平等。韩国政府2009年从国家预算中支出271亿韩元用于惩罚和预防家庭暴力以及性暴力。另根据2010年韩国家庭暴力调查，虐待老人约占10%，情感虐待占9%，忽视虐待占2.5%，身体虐待占2.2%，经济虐待占1.2%。

## 定义
韩国政府将家庭暴力犯罪定义为发生在家庭成员之间，以殴打、捆绑、禁闭、残害或者其他手段对家庭成员从身体、心理、性等方面进行伤害和摧残的行为。家庭暴力发生于有血缘、婚姻、收养关系生活在一起的家庭成员间，对子女或者对自己兄弟姐妹施暴同为家庭暴力。妇女和儿童是家庭暴力的主要受害者，但中老年人、男性和残疾人有时也成为家庭暴力受害者。
家庭暴力直接作用于受害者身体或精神，使受害者身体上或心理上感到痛苦，损害其身体健康和人格尊严。家庭暴力可能造成死亡、重伤、轻伤、身体疼痛或精神痛苦。
在调查阶段和法院程序中家庭暴力案件被当作特殊案件处理。

## 原因

### 父权制政权
在韩国，家庭暴力形成的主要原因之一是因为在韩国许多家庭环境中都存在着父权制和父权制霸权。父系家庭户主制度（户主制）在韩国一直占主导地位，它的继承规则是把继承权授予家庭的父系，直到2005年政府废除了这一制度。父权制度所规定的性别角色，赋予了男性的优越地位和对家庭的控制权，这往往导致他们在发生家庭冲突时使用人身暴力。2008年，指定了关于家庭亲属登记的法律，父系继承从此结束。从那时起，两性平等和家庭部长根据促进平等和幸福的“基本健康计划”作为指导家庭教育。
朴正熙总统的軍事獨裁统治下集中发生了对女性的暴力，女性在工作场所遭受性虐待、强迫卖淫和身體虐待。因为没有获得与男性平等的权利，罪行的受害者无法提出申诉或请求援助。1986年浦川警察性虐案之后，国家因素对女性的暴力更为明显。在此次事件中首尔大学劳动运动系某学生为了能在制造业工作，擅自使用虚假的身份证，被当局逮捕。在10天的审讯中，她遭到来自警方的性虐待和酷刑。该案件引发韩国社会对国家性别暴力的关注和认识，并促使了韩国妇女联合会（KWAU）和当地非政府组织的相关抗议活动。
在2002年国际社会调查方案(GEM)的“家庭和性别角色变化调查”中，韩国得分达3.2，在声明中表示支持“挣钱是男人的工作，妇女的工作是照顾家庭。”的言论。联合国开发计划署的《赋予妇女权力措施》(GEM)显示，在100个国家中，韩国在妇女参与重要政治和经济决策方面排名第68位，表明男性在韩国各领域的支配地位。父权制传统在韩国文化中常被加深，韩国流行古语有“鱼干，用来打女人更好”，可以看出他们普遍认为妇女是家庭或厨房的商品和工具。
2010年韩国家庭暴力调查中，韩国男性报告称，由于感到压力，韩国男性在家庭环境中使用暴力，因为他们认为暴力是解决冲突的一种适当策略，原因可能是酗酒或童年时期亲眼目睹父母间的暴力。

### 收入水平
根据韩国国民调查产生的频率分析，社会人口特征低的男性通常更暴力。不同家庭收入水平与亲密伴侣暴力程度不同。
家庭暴力受害者更有可能从事服务工作，而罪犯更容易受到酒精的影响。

### 统计
韩国政府向联合国经济、社会及文化权利委员会提交的报告中，共1,841人因家庭暴力被起诉，共4,833人被进行保护性处置。2007年，《消除對婦女一切形式歧視公約》关于韩国的报告强调了暴力侵害妇女案件的报案和起诉数量很少，同时敦促政府对这一趋势进行更多的研究。韩国政府解释说，由于受害者和罪犯提供的伪造或夸大陈述的案件很多，以及受害者和罪犯之间的关系密切，因此很难收集证据和事实。根据1999年关于亲密伴侣暴力（IPV）的全国调查，韩国约有34.1%的已婚或同居夫妇参与了亲密伴侣暴力。而在2010年，全国调查显示已婚或同居夫妇互相之间的暴力比例下降到16.5%。2010年，对儿童的身体虐待率为29.9%，精神虐待率为52.1%，情感忽视率为17%。
韩国犯罪学研究所2015年对韩国亲密伴侣之间的暴力（不包括家庭暴力）进行的一项研究中，2005年至2014年，2.5%的性犯罪发生在恋人之间。 从2005年到2014年，针对恋人的犯罪数量从2015年的218起增加到2014年的686起。性犯罪的主要原因是“受酒精影响（25.1%）”或“第一次事件（28.2%）。在凶杀案中，10%的案件发生在恋人之间。在80%的案件中，罪犯有犯罪前科，谋杀的主要原因是“意外离婚”（45.2%）“醉酒”（42%）和“下层民众”（77.7%)。
韩国犯罪学研究所2015年对韩国关于亲密伴侣暴力事件的全国随机抽样（4,000人）进行的一项调查显示，71.7%的女性受访者认为出现有被男性伴侣“控制”的事件，36.6%的女性遭受心理或情感暴力，22.4%的女性遭受身体暴力，37.9%的女性感到性骚扰或猥亵，遭受性暴力的女性占17.5%，8.7%的女性遭遇身体上的伤害。

## 政府努力
1983年，韩国政府批准《联合国消除对妇女一切形式歧视公约》。由于国际压力，韩国政府于1983年成立韩国妇女发展研究所，并于1984年成立了政治部II，处理妇女问题。韩国政府于2001年成立了两性平等部，致力于预防家庭暴力和保护受害者。2008年8月，两性平等部长与联合国妇女发展基金签署了“对暴力侵害妇女行为说不”（UNIFEM）运动。韩国政府已通过了《2018-2022年性別平等政策第二次基本计划》，该计划为各部规定了具体目标。 政府有关性别问题的预算增加到7.4%，而2010年为3.7%。
由于韩国政府没有为这些机构分配足够的预算和人力，因此这些机构有许多不足。
韩国政府在全国16个市郡设立了名为"妇女危机热线1366"的紧急热线中心。该中心24小时运作，向家庭暴力、性暴力和强迫卖淫的女性受害者提供咨询、保护和紧急服务。该中心以八种不同的语言提供电话和在线咨询。该中心报告说，每年援助16万名受害者。
2005年，韩国的公立医院协会扩大了对家庭暴力受害者的医疗支援，例如“一站式”支援中心。

### 法律制定
1998年，韩国政府实施了两项家庭暴力法。第一部《惩治家庭暴力特别法》规定了对家庭暴力罪行的惩罚， 第二部法律题为防止家庭暴力和保护家庭暴力受害者法，是预防家庭暴力犯罪和保护受害者的法律。 保护措施包括监护委托、治疗和咨询、缓刑和限制探视家庭成员。该法允许当局命令犯罪者远离受害者长达六个月，除受害者以外的家庭成员则被发出限制令。该法为家庭暴力受害者建立保护措施提供了资源。该法于2007年10月修订，并在所有学校进行家庭暴力的义务教育。
在韩国，配偶强奸曾不被视为犯罪。2007年6月，大韩民国在《消除对妇女一切形式歧视公约》中宣布，由于最近法院有起诉配偶强奸的判例，所以法院打算今后以不同的方式处理婚内强奸。 2009年1月，韩国法院首次将婚内强奸列为犯罪。 据《韩国时报》报道，一位丈夫一再强奸他的妻子，并用各种武器威胁她。 该丈夫在釜山地方法院被判处30个月有期徒刑。

## 社會运动
1970年代，许多社会运动对当时的政策提出质疑，参与者被认为是民主和人权的倡导者。随着更多曾受教育和职场妇女加入运动，她们开始着手解决一些社会问题，如修订家庭法、咨询计划生育和援助性工作者。
1974年，韩国女性领导人协议会讨论了女性的人性化问题，同时研究了韩国女性在生活中面临的困难和陈规定型观念。成员们起草了《妇女人性化宣言》
，其中确认父权制和两性不平等是阻碍南韩人民解放和进步的障碍。因此，基督教学院为韩国年轻女性制定了支援女性活动主义和解放运动的社会教育项目，参加方案的许多妇女是以前对《妇女人性化宣言》、西方女权主义和新左派感兴趣的年轻学生，其中许多人后在1983年加入韩国妇女热线运动。
2008年1月，韩国妇女联合会（KWAU）表示，韩国政府没有充分保护家庭暴力受害者。韩国妇女联合会指出的政府对受害者缺乏保护的原因有：
1.家庭暴力在文化上是隐私问题。
2.对受害者的法律和体制保障措施都很差。
3.警方对此的认识很低。
4.在现行的法律制度下，当受害者被赶走时，侵犯者往往被允许呆在家里。
5.公共服务侧重于为受害者提供咨询服务，而不是惩罚施暴者，2003年因家庭暴力被捕的人只有14.9%。

### 韩国妇女热线（KWHL）
韩国妇女热线成立于1983年，是韩国第一个妇女人权运动，是致力于促进两性平等和消除暴力的组织。家庭暴力法将家庭暴力定义为对妇女的暴力，并强调在韩国社会中性商业化和来自性别的不平等待遇也属于性别暴力。韩国妇女热线认为，强制终止妊娠、非法贸易、强迫妇女在婚后停止工作、性旅游和选美等做法均属于性别暴力。韩国妇女热线将家庭暴力视为国际性问题而非家庭问题，并向韩国政府和世界其他国家提出这一问题。1993年，科索沃人权联盟向韩国政府施压，要求将性暴力、家庭暴力和性交易视为犯罪。 政府在这种压力下于1997年制定《预防法》。
1994年，该组织举行了第一个"每周活动"旨在消除家庭暴力。 韩国妇女热线在全国有25个分支机构，为家庭暴力受害者提供医疗和法律援助、电话咨询和救助所，以帮助这些妇女摆脱家庭恢复独立。 1983年，在最初的热线服务中，该运动进行了1930次咨询，其中45%的案件涉及对家庭妇女的身体暴力。科索沃人权联盟提出了一个口号，即"家庭和平就是社会和平"，以提高人们在社会中对因为家庭暴力而产生的社会问题的认识。